# Staszów (stacja kolejowa)
Staszów – stacja kolejowa w Staszowie, w gminie Staszów, w powiecie staszowskim, w województwie świętokrzyskim, w Polsce.
Stacja została otwarta 27 maja 1972 roku; w tym dniu do miasta przybył pociąg pasażerski z Kielc. Przewozy pasażerskie nie cieszyły się popularnością z uwagi na wytrasowanie linii z dala od miast regionu, a także niewielką prędkość.  
W 1980 oddano do użytku budynek dworca kolejowo-autobusowego, obsługujący również pobliski dworzec PKS. W budynku była poczekalnia, kasy biletowe kolejowe i autobusowe, kiosk, bar i świetlica dla uczniów. Na placu przydworcowym był postój taksówek i kiosk spożywczy. 
W 2000 ze stacji wycofano pociągi pasażerskie. W 2009 dworzec opuściły autobusy miejscowego PKS.  